# コルドバのイエズス会伝道所とエスタンシア群
「コルドバのイエズス会伝道所とエスタンシア群」 (Manzana Jesuítica y Estancias de Córdoba) は、アルゼンチンにあるユネスコ世界遺産登録物件のひとつ。その名の通り、コルドバにあるかつてのイエズス会が入植の際に建造した集落跡である。
イエズス会伝道所 (Manzana Jesuítica) には、南米最古の大学の一つであるコルドバ大学（現在は国立大学。Universidad Nacional de Córdoba）、モンセラ中等学校 (Colegio Nacional de Monserrat)、教会、住居などが含まれている。そうした施設群を維持するために、イエズス会はコルドバ州に6つのエスタンシア（農園）を経営した。その6つとは、カロヤ (Caroya)、ヘスス・マリーア (Jesús María)、サンタ・カタリーナ (Santa Catalina)、アルタ・グラシア (Alta Gracia)、カンデラリア (Candelaria)、 サン・イグナシオ (San Ignacio) である。
農村とその関連施設は1615年に始動したが、スペイン王カルロス3世が大陸からのイエズス会の退去命令を1767年に出したことで、放棄された。それらは、イエズス会がアメリカ大陸に戻る1853年まではフランシスコ会が運営していた。イエズス会が戻った1年後、大学と中等学校は国立化された。
エスタンシアは、その中心的な教会や建造物一式の周辺で街が発達した。その好例は伝道施設と密接に結びついたアルタ・グラシアの町であるが、その一方でサン・イグナシオ農園は現存しない。
現存する施設や農園は観光可能である。「イエズス会エスタンシアの道」は長さ250kmに及ぶ。

## 登録基準
この世界遺産は世界遺産登録基準のうち、以下の条件を満たし、登録された（以下の基準は世界遺産センター公表の登録基準からの翻訳、引用である）。
- (2) ある期間を通じてまたはある文化圏において、建築、技術、記念碑的芸術、都市計画、景観デザインの発展に関し、人類の価値の重要な交流を示すもの。
- (4) 人類の歴史上重要な時代を例証する建築様式、建築物群、技術の集積または景観の優れた例。

## 登録対象
- コルドバのイエズス会伝道所（Jesuit Block, 世界遺産ID 995-001）
- アルタ・グラシア農園 (Estancia of Alta Gracia, ID 995-002)
- ヘスス・マリア農園 (Estancia of Jesús María, ID 995-003)
- サンタ・カタリナ農園 (Estancia of Santa Catalina, ID 995-004)
- カロヤ農園 (Estancia of Caroya, ID 995-005)
- ラ・カンデラリア農園 (Estancia of La Candelaría, ID 995-006)

座標: 南緯31度39分22秒 西経64度26分07秒 / 南緯31.65611度 西経64.43528度